# Cecilie Skog
Cecilie Skog (nascuda el 9 d'agost de 1974 a Ålesund) és una aventurera noruega, alpinista extrema, exploradora polar, autora i personatge de la televisió. Ha estat la primera dona a completar l'Explorers Grand Slam (assolint el pol Nord, el pol Sud i els Set Cims).

## Formació
Skog va créixer a Ålesund, a l'oest de Noruega, i és infermera de formació. Després va estudiar Friluftsliv (Vida a l'aire lliure) a la Universitat de Volda i va treballar com a guia de muntanya i glaceres.

## Carrera esportiva
Cecilie Skog va començar la seva carrera com a alpinista extrema escalant el Cho Oyu el 2003. És en aquell moment la primera dona noruega que assoleix un cim de 8.000 metres. Un any més tard va arribar a l'Everest amb el seu company Rolf Bae, una fita a la qual seguí el pol Sud el desembre de 2005 i finalment el pol Nord el 24 d'abril de 2006. La breu sèrie de les seves expedicions li va valer l'entrada al Llibre Guinness dels Rècords per l'assoliment més ràpid dels tres pols per part d'una dona i l'assoliment més ràpid del pol Nord per una dona sense cap ajuda. El 2007 Skog va assolir l'últim dels Set Cims, convertint-se en la primera dona a assolir tots dos pols i els cims més alts de tots els continents.
L'agost de 2008, Skog, juntament amb Bae, Lars Nessa i Øystein Stangeland, va participar en la primera expedició noruega al K2. Skog, Nessa i Bae assoliren el cim el vespre del primer d'agost, mentre que Stangeland va haver de tornar al camp base. Mentre baixava en la foscor, Rolf Bae va ser arrossegat per una allau de gel i hi va trobar la mort. Skog i Nessa van tornar il·lesos al camp base. Un total d'onze persones van morir al K2 en aquells dies fatídics, els dies 1 i 2 d'agost de 2008.
El gener de 2010, Skog i l'americà Ryan Waters van fer la primera travessia de l'Antàrtida sense veles auxiliars ni assistència externa durant una expedició de 70 dies. Van partir de l'illa Berkner el 13 de novembre, arribaven al pol Sud el 31 de desembre i el 21 de gener assolien la Barrera de gel de Ross, després de 1.800 quilòmetres. En els dos anys següents, van assolir dos cims més de 8.000 m amb Waters, el Manaslu el 2011 i el Lhotse el 2012, abans que Skog abandonés l'alpinisme extrem.

### Carrera televisiva

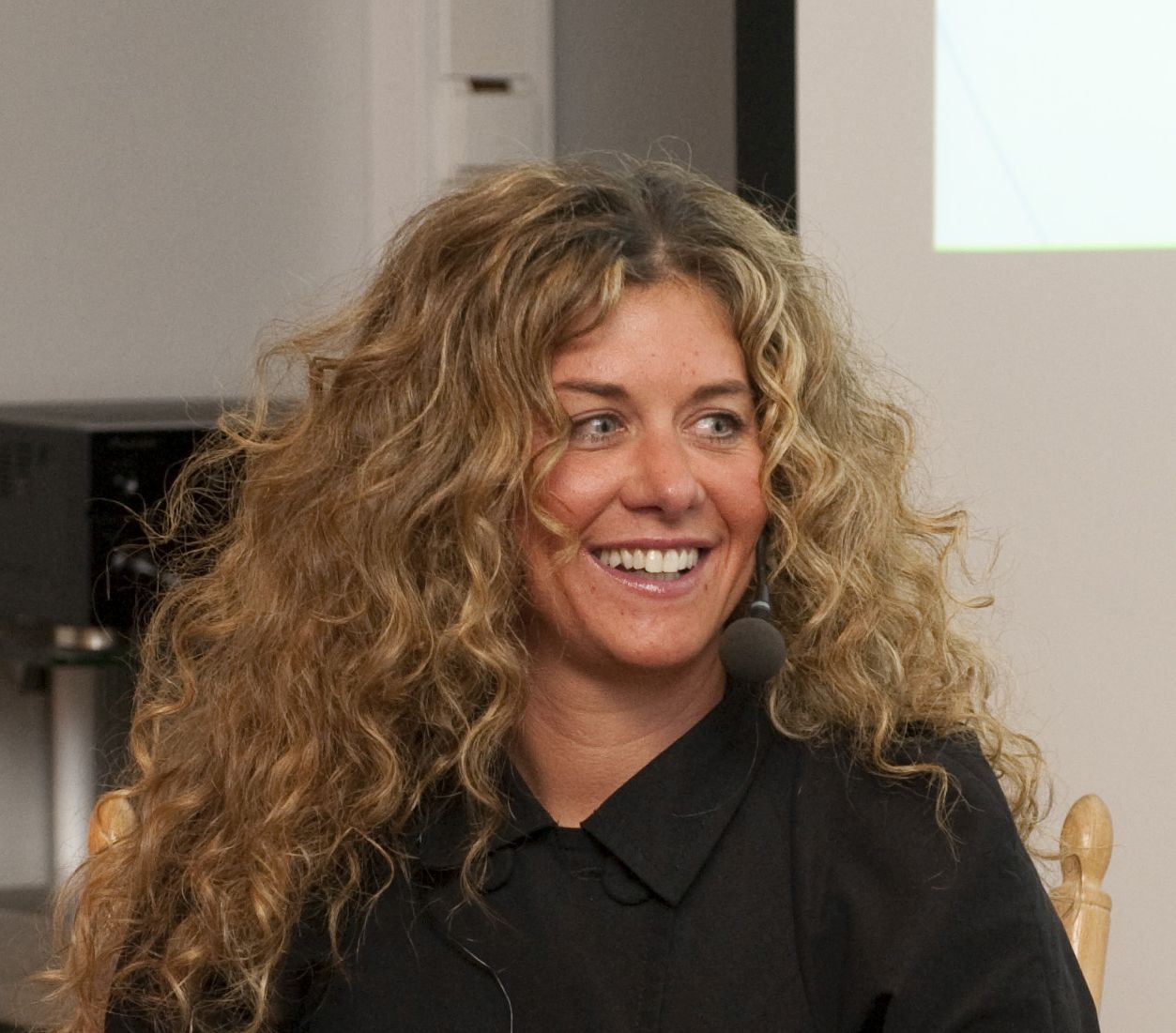
Cecilie Skog, al 2011

Des del 2010, Skog s'ha centrat cada cop més en una carrera més enllà de les expedicions. Va ser participant de la versió noruega de «Dancing with the Stars», Skal vi danse, i líder d'expedició dels programes de televisió Til toppen av Norge (Fins al cim de Noruega) i Drømmeturen (El viatge dels somnis).
Va rebre una atenció especial amb la sèrie Tjukken & Lillemor, en què va creuar Groenlàndia amb esquís juntament amb el còmic inexpert Truls Svendsen. A la segona temporada, estrenada el 2018, Skog i Svendsen intentaren escalar l'Aconcagua, la muntanya més alta fora d'Àsia.

## Vida personal
Des del 2007 fins que ell va morir, al 2008, va estar casada amb l'alpinista Rolf Bae, que també va ser la seva parella d'escalada des del començament de la seva carrera. Durant la gravació del programa Drømmeturen va conèixer la seva futura parella, Aleksander Gamme. Mentre enregistrava la sèrie Tjukken & Lillemor, va anunciar el seu primer embaràs i la seva filla Vilja va néixer el 2014. Al 2016 va ser mare d'una altra filla, Vega.

## Publicacions
- Cecilie Skog og de tre polene (amb Sigri Sandberg Meløy), Wigestrand, 2006,
- Til Rolf: tusen fine turer og én trist (amb Sigri Sandberg Meløy), Gyldendal, 2009
- Antarktis: 71 dager, 1800 kilometer og én million tanker (amb Sigri Sandberg Meløy), Gyldendal, 2011
- Utemat, (amb Esben Johansen), Gyldendal, 2012
- Et friluftsliv (amb Sigri Sandberg Meløy), Gyldendal, 2014
- Kom, bli med ut!, (Il·lustració: Kristina Farstad Bjerkek), Cappelen Damm, 2021

## Premis
- 2004 – Årets fjellgeit (Premi Honorífic de l'Associació Noruega de Senderisme)